# Стиньяно
Стиньяно (итал. Stignano) — коммуна в Италии, расположена в области Калабрия, подчиняется административному центру метропольный город Реджо-ди-Калабрия.
Население коммуны, на 01.01.2024 года, составляет 1165 человек, плотность населения — 65,10 чел./км². Коммуна занимает площадь 17,90 км². 
Почтовый индекс — 89040. Телефонный код — 0964.
Святым покровителем коммуны почитается святой Архангел Рафаил, день его памяти ежегодно отмечается  24 октября.